# Нові Мамеї (присілок)
Нові Маме́ї (рос. Новые Мамеи, чув. Çĕнĕ Çăхăр Мами) — присілок у складі Канаського району Чувашії, Росія. Входить до складу Байгільдінського сільського поселення.
Населення — 347 осіб (2010; 352 у 2002).
Національний склад:
- чуваші — 97 %